# 2021年波士頓影評人協會獎
第42屆波士頓影評人協會獎（The 42nd Boston Society of Film Critics Awards）是由波士頓影評人協會於2021年12月12日頒發，以茲獎勵2021年電影的獎項。
根據波士頓影評人協會的規定，由於該屆最佳影片得主為日本電影《驾驶我的车》，因此並未頒發最佳非英語電影，而是改為設立最佳英語電影，頒予《犬山記》。

## 獲獎名單

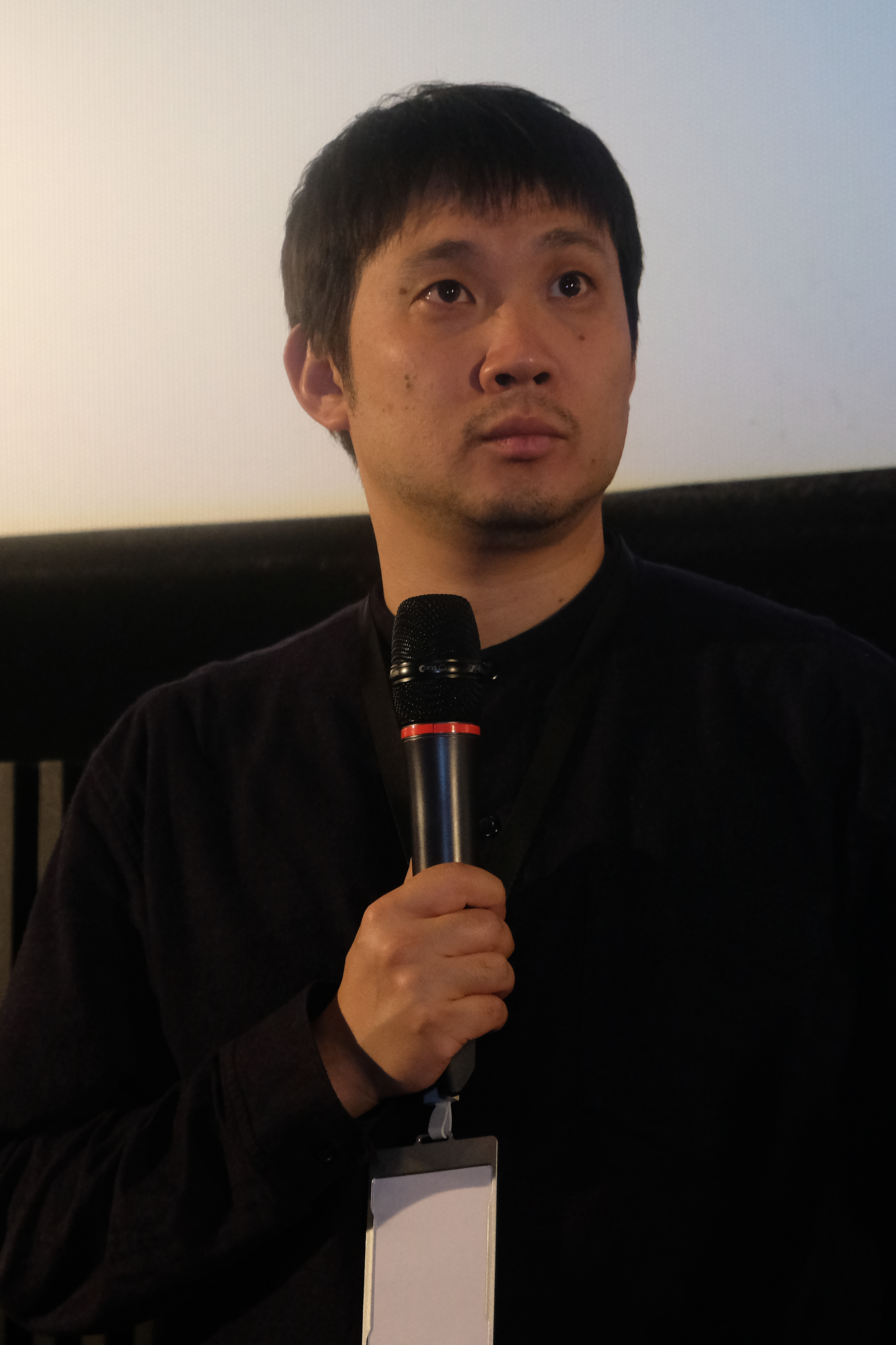
最佳影片、導演與劇本得主：濱口龍介

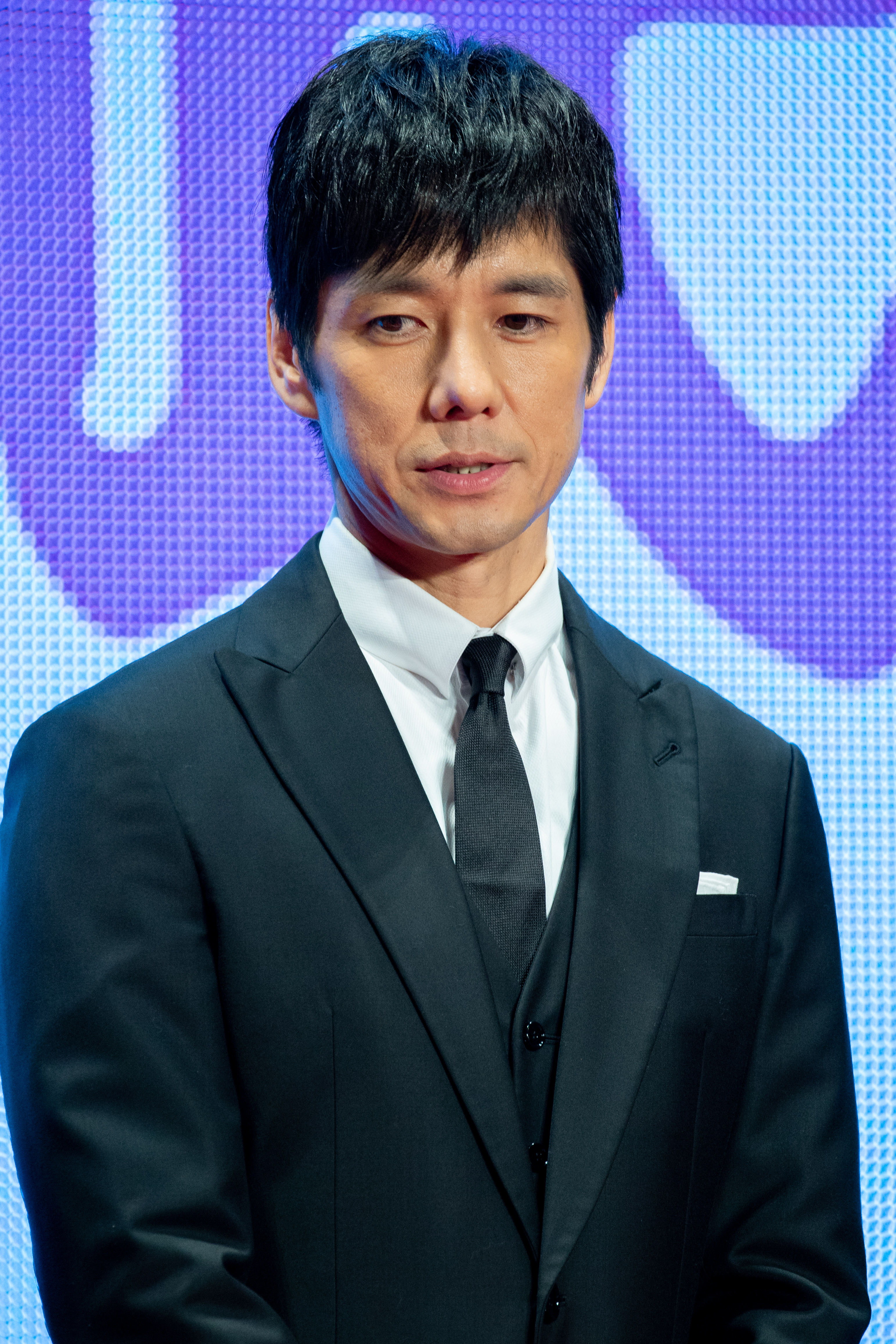
最佳男主角：西島秀俊

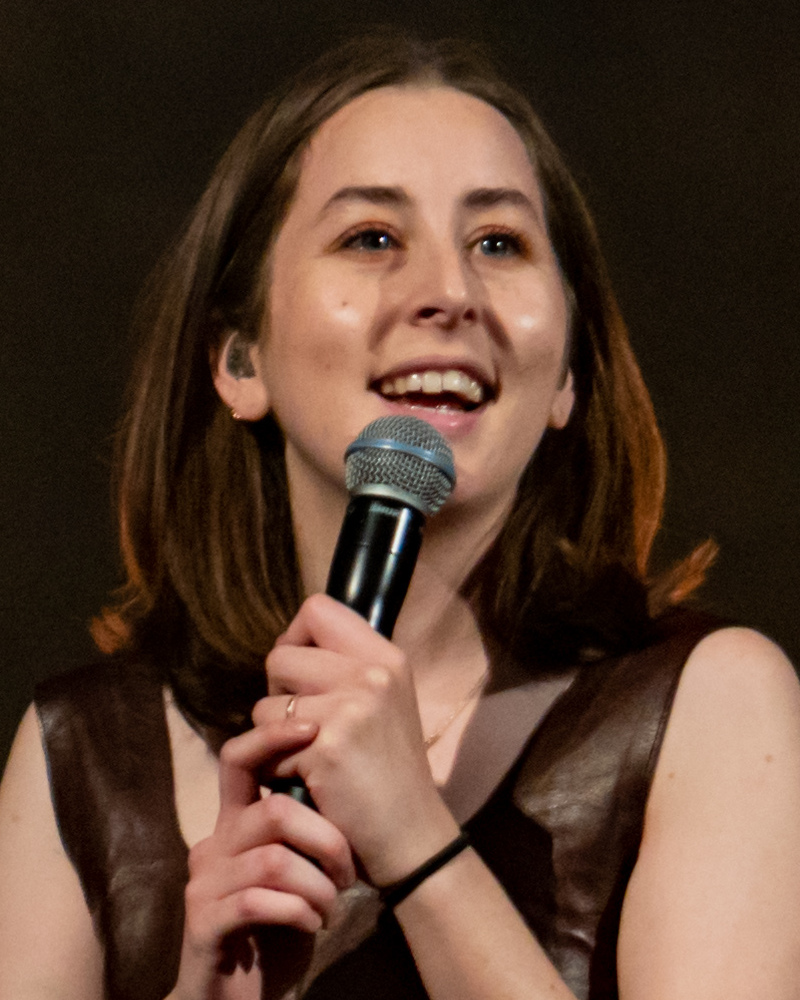
最佳女主角：艾拉娜·海姆

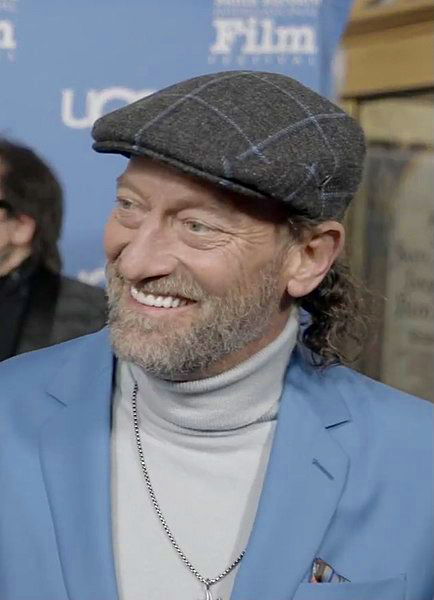
最佳男配角：特洛伊·科特蘇爾

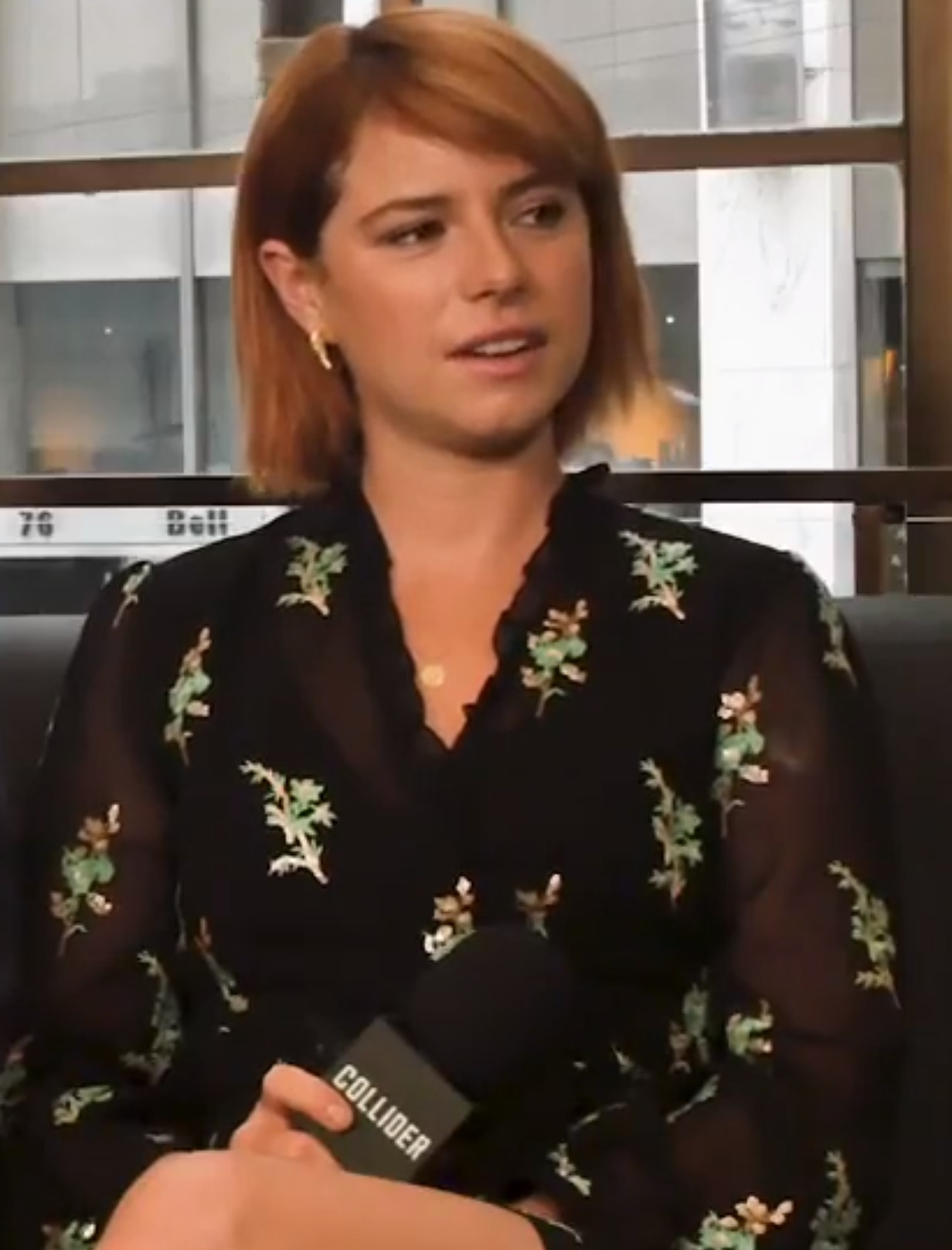
最佳女配角：傑西·伯克利

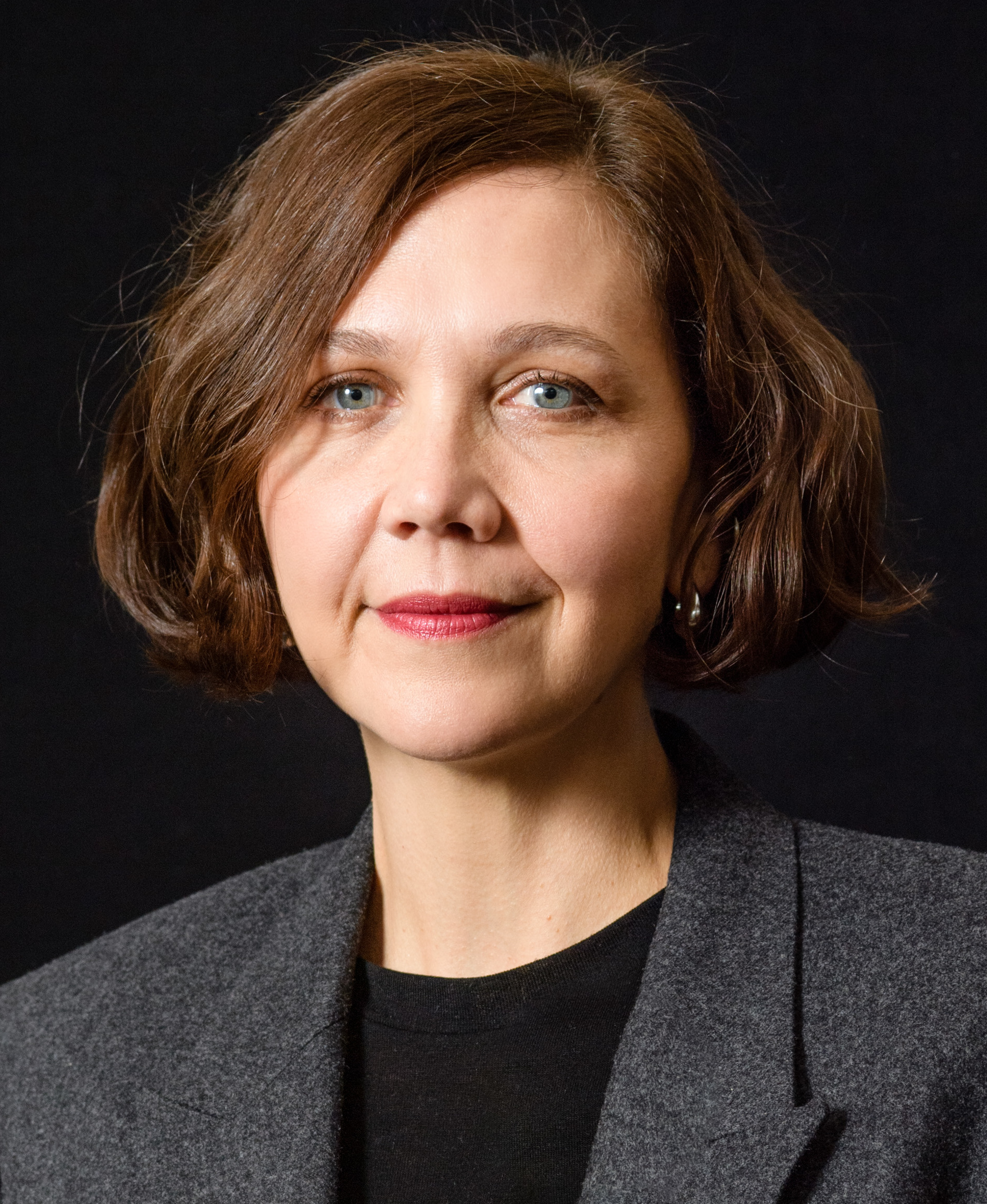
最佳新電影製作人：瑪姬·吉倫荷

- 最佳影片：
  - 《驾驶我的车》
- 最佳男主角：
  - 《驾驶我的车》西島秀俊
    - 亞軍：《犬山記》班奈狄克·康柏拜區
- 最佳女主角：
  - 《甘草比萨》艾拉娜·海姆
    - 亞軍：《白色通行證（英语：Passing (film)）》泰莎·湯普森
- 最佳男配角：
  - 《健听女孩》特洛伊·科特蘇爾
    - 亞軍：《犬山記》寇帝·史密-麥菲
- 最佳女配角：
  - 《失去的女兒》傑西·伯克利
    - 亞軍：《白色通行證（英语：Passing (film)）》露絲·奈嘉
    - 亞軍：《狂野48小時（英语：Zola (film)）》芮莉·克亞芙
- 最佳導演：
  - 《驾驶我的车》濱口龍介
    - 亞軍：《犬山記》珍·康萍
- 最佳劇本：
  - 《驾驶我的车》濱口龍介、大江崇允
    - 亞軍：《失去的女兒》瑪姬·吉倫荷
    - 亞軍：《世界上最糟糕的人》尤沃金·提爾、艾斯基·佛格
- 最佳攝影：
  - 《犬山記》阿黎·韋格納（英语：Ari Wegner）
    - 亞軍：《綠騎士》安德魯·德羅·帕勒摩（英语：Andrew Droz Palermo）
    - 亞軍：《白色通行證（英语：Passing (film)）》愛德華·格勞（英语：Eduard Grau）
- 最佳紀錄片：
  - 《靈魂樂之夏》
    - 亞軍：《披頭四：Get Back（英语：The Beatles: Get Back）》
- 最佳英語電影：
  - 《犬山記》
- 最佳動畫片：
  - 《漂浪人生》
    - 亞軍：《米家大戰機器人》
- 最佳電影剪輯（紀念凱倫·施密爾（英语：Karen Schmeer））：
  - 《優雅與殘酷之間：The Velvet Underground（英语：The Velvet Underground (film)）》艾方索·貢薩爾維斯（英语：Affonso Gonçalves）、亞當·克奈茨（Adam Kurnitz）
    - 亞軍：《靈魂樂之夏》喬書亞·L·皮爾森（Joshua L. Pearson）
    - 亞軍：《法蘭西特派週報》安德魯·威斯布魯（英语：Andrew Weisblum）
- 最佳新電影製作人（紀念大衛·布魯諾伊（英语：David Brudnoy））：
  - 《失去的女兒》瑪姬·吉倫荷
    - 亞軍：《非自願測試（英语：Test Pattern (film)）》莎塔拉·蜜雪兒·福特（Shatara Michelle Ford）
    - 亞軍：《白色通行證（英语：Passing (film)）》丽贝卡·豪尔
- 最佳整體演出：
  - 《甘草比萨》
    - 亞軍：《法蘭西特派週報》
- 最佳原創配樂：
  - 《史賓賽》強尼·格林伍德
    - 亞軍：《狂野48小時（英语：Zola (film)）》米卡·李維（英语：Mica Levi）
    - 亞軍：《犬山記》強尼·格林伍德

## 外部連結
- 官方网站